# Гунцати (Кнић)
Гунцати је насеље у Србији у општини Кнић у Шумадијском округу. Према попису из 2022. има 640 становника (према попису из 2011. било је 844 становника).

## Демографија
У насељу Гунцати живи 793 пунолетна становника, а просечна старост становништва износи 46,8 година (45,4 код мушкараца и 48,2 код жена). У насељу има 309 домаћинстава, а просечан број чланова по домаћинству је 3,05.
Ово насеље је великим делом насељено Србима (према попису из 2002. године).
|  |

| Демографија | Демографија | Демографија |
| Година      | Становника  | Становника  |
| ----------- | ----------- | ----------- |
| 1948.       | 2.051       |             |
| 1953.       | 1.869       |             |
| 1961.       | 1.670       |             |
| 1971.       | 1.522       |             |
| 1981.       | 1.336       |             |
| 1991.       | 1.144       | 1.043       |
| 2002.       | 943         | 1.003       |
| 2011.       | 844         |             |
| 2022.       | 640         |             |

| Етнички састав према попису из 2002.‍ | Етнички састав према попису из 2002.‍ | Етнички састав према попису из 2002.‍ | Етнички састав према попису из 2002.‍ | Етнички састав према попису из 2002.‍ |
| ------------------------------------ | ------------------------------------ | ------------------------------------ | ------------------------------------ | ------------------------------------ |
|                                      |                                      |                                      |                                      |                                      |
| Срби                                 | Срби                                 |                                      | 932                                  | 98,83%                               |
| Црногорци                            | Црногорци                            |                                      | 3                                    | 0,31%                                |
| Роми                                 | Роми                                 |                                      | 1                                    | 0,10%                                |
| непознато                            | непознато                            |                                      | 7                                    | 0,74%                                |

| Година пописа     | 1948. | 1953. | 1961. | 1971. | 1981. | 1991. | 2002. |
| ----------------- | ----- | ----- | ----- | ----- | ----- | ----- | ----- |
| Број домаћинстава | 384   | 393   | 418   | 409   | 381   | 330   | 309   |

| Број чланова      | 1  | 2  | 3  | 4  | 5  | 6  | 7 | 8 | 9 | 10 и више | Просек |
| ----------------- | -- | -- | -- | -- | -- | -- | - | - | - | --------- | ------ |
| Број домаћинстава | 76 | 77 | 42 | 38 | 39 | 25 | 9 | 0 | 3 | 0         | 3,05   |

| Пол    | Укупно | Неожењен/Неудата | Ожењен/Удата | Удовац/Удовица | Разведен/Разведена | Непознато |
| ------ | ------ | ---------------- | ------------ | -------------- | ------------------ | --------- |
| Мушки  | 407    | 88               | 276          | 28             | 10                 | 5         |
| Женски | 412    | 35               | 274          | 89             | 9                  | 5         |
| УКУПНО | 819    | 123              | 550          | 117            | 19                 | 10        |

| Пол    | Укупно                    | Пољопривреда, лов и шумарство | Рибарство                            | Вађење руде и камена | Прерађивачка индустрија       |
| ------ | ------------------------- | ----------------------------- | ------------------------------------ | -------------------- | ----------------------------- |
| Мушки  | 181                       | 91                            | 0                                    | 0                    | 36                            |
| Женски | 111                       | 76                            | 0                                    | 0                    | 16                            |
| УКУПНО | 292                       | 167                           | 0                                    | 0                    | 52                            |
| Пол    | Производња и снабдевање   | Грађевинарство                | Трговина                             | Хотели и ресторани   | Саобраћај, складиштење и везе |
| Мушки  | 1                         | 3                             | 11                                   | 5                    | 5                             |
| Женски | 0                         | 0                             | 6                                    | 1                    | 0                             |
| УКУПНО | 1                         | 3                             | 17                                   | 6                    | 5                             |
| Пол    | Финансијско посредовање   | Некретнине                    | Државна управа и одбрана             | Образовање           | Здравствени и социјални рад   |
| Мушки  | 1                         | 0                             | 5                                    | 3                    | 3                             |
| Женски | 0                         | 2                             | 0                                    | 3                    | 5                             |
| УКУПНО | 1                         | 2                             | 5                                    | 6                    | 8                             |
| Пол    | Остале услужне активности | Приватна домаћинства          | Екстериторијалне организације и тела | Непознато            | Непознато                     |
| Мушки  | 2                         | 0                             | 0                                    | 15                   | 15                            |
| Женски | 0                         | 0                             | 0                                    | 2                    | 2                             |
| УКУПНО | 2                         | 0                             | 0                                    | 17                   | 17                            |